# 薩米足球代表隊
薩米足球代表隊是薩米人的足球代表隊。薩米人居住在挪威、瑞典、芬蘭和俄羅斯的北部地區。薩米不是國際足聯和歐足聯的會員，因此無法參加這些組織舉辦的國際賽事。薩米是非国际足球联合会成员董事会的正式會員。挪威國家隊有部份球員也參加了薩米足球代表隊。